# طريق شمال لوزون السريع

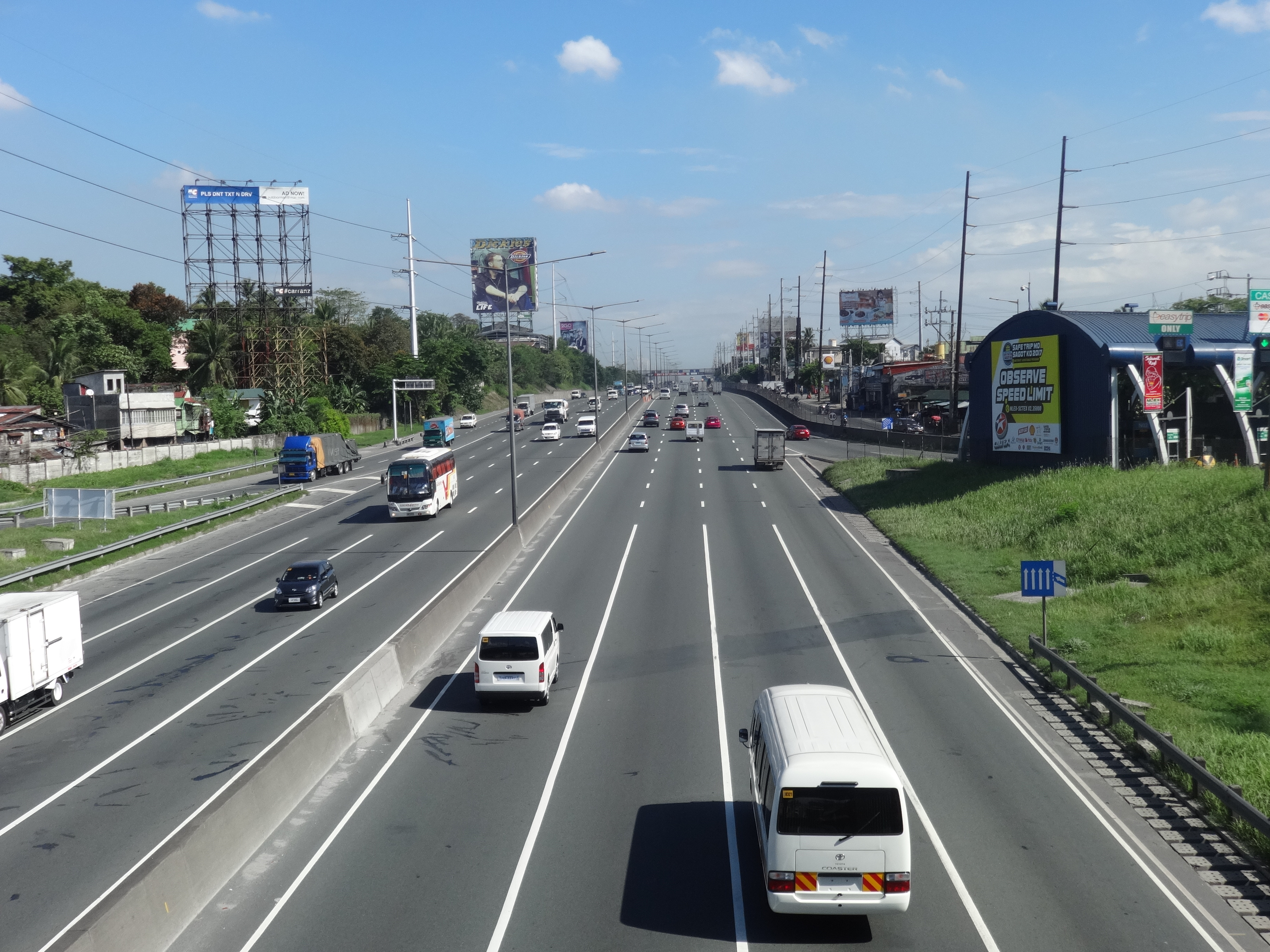
طريق شمال لوزون السريع حيث يمر عبر مدينة فالينزويلا.

طريق شمال لوزون السريع، المعروف أكثر باختصاره الأنجليزي NLEx أو NLEX، هو طريق سريع يمكن التحكم فيه في الفلبين.
يربط منطقة العاصمة الوطنية (أو مترو مانيلا) بمقاطعات الجزء الأوسط من لوزون والجزيرة الرئيسية في البلاد. يبلغ طول هذا الطريق السريع 84 كيلومترًا، ويبدأ عند تقاطع على شكل أوراق البرسيم في مدينة كويزون، ينتهي عند مخرج في مستوطنة مابالاكات. يحتوي الطريق السريع هذا على 4 إلى 8 ممرات (من 2 إلى 4 ممرات في كل اتجاه ).